# Maksimal knudevalens
Alle knuderne i en graf G = (V, E) har en given valens. Lad v ∈ V være den knude med maksimal valens, dvs. {\displaystyle \delta _{v}} ≥ {\displaystyle \delta _{u}} for alle u ∈ V, hvor knuden u ≠ v. 
Den maksimale knudevalens Δ(G) for G er lig tallet {\displaystyle \delta _{v}}. Med andre ord det er det tal der angiver valensen på den knude, som er størst blandt valensen af de andre knuder i G.